# Гебултув (Краківський повіт)
Гебултув (пол. Giebułtów) — село в Польщі, у гміні Велька Весь Краківського повіту Малопольського воєводства.
Населення — 1201 особа (2011).
У 1975-1998 роках село належало до Краківського воєводства.

## Демографія
Демографічна структура станом на 31 березня 2011 року:
|          | Загалом | Допрацездатний вік | Працездатний вік | Постпрацездатний вік |
| -------- | ------- | ------------------ | ---------------- | -------------------- |
| Чоловіки | 604     | 123                | 416              | 65                   |
| Жінки    | 597     | 107                | 375              | 115                  |
| Разом    | 1201    | 230                | 791              | 180                  |